# 东湖街道 (深圳市)
东湖街道，是中华人民共和国广东省深圳市罗湖区下辖的一个乡镇级行政单位。位于深圳市罗湖区东北部，与深圳水库相邻，东起梧桐山顶与盐田区接壤，南面以太宁路为界，西至东晓路，沿原特区管理线分界到市戒毒所，北起石牙头山顶至沙湾特检站关口，与龙岗区南湾、横岗、园山街道相邻，辖区总面积29.042平方公里。名称取自深圳水库的别称“东湖”。

## 行政区划
东湖街道下辖以下地区：
布心社区、大望社区、梧桐山社区、翠湖社区、翠新社区、东民社区、乐群社区、太白社区、翠鹏社区、金岭社区、金湖社区和金鹏社区。